# 神馬常郎
神馬常郎（じんま つねお、1933年9月27日 - ）は日本の大蔵官僚。東京税関長、国土庁計画・調整局次長、明光証券経済研究所会長などを務めた。

## 来歴
埼玉県出身。東京都立小山台高等学校、東京大学法学部第1類（私法コース）卒業。1956年 大蔵省入省（大臣官房秘書課）。1957年5月 大臣官房秘書課調査係長心得。1960年7月 主計局総務課企画係長。1962年7月 主計局調査課計画係長。1963年7月 四日市税務署長。この後は富山県に出向。1981年6月 東京税関長。1982年6月 国土庁計画・調整局次長。1983年9月 退官。地域振興整備公団理事。1988年7月 明光証券顧問。1989年 明光証券特別顧問。1990年6月 明光証券経済研究所会長。

## 略歴
- 1956年4月：大蔵省入省（大臣官房秘書課）[2]。
- 1957年5月：大臣官房秘書課調査係長心得[3]。
- 1960年7月：主計局総務課企画係長[4][5]。
- 1962年7月：主計局調査課計画係長[6]。
- 1963年7月：四日市税務署長。
- 1964年7月：富山県総合計画部経理課長。
- 1964年10月：富山県総務部財政課長。
- 1967年4月：富山県総務部次長 兼 総務部財政課長。
- 1967年8月：理財局資金課長補佐。
- 1969年8月：防衛庁経理局会計課予算決算班長。
- 1971年7月：国際金融局投資第一課長補佐。
- 1972年7月：国際金融局総務課長補佐（総括）[8]。
- 1973年7月：名古屋国税局調査査察部長。
- 1975年7月：国際金融局企画課長。
- 1978年5月：外務省在フランス大使館参事官。
- 1980年1月：外務省在フランス大使館公使。
- 1981年6月：東京税関長。
- 1982年6月：国土庁計画・調整局次長。
- 1983年9月：退官。